# Фьёлен
Фьёле́н (фр. Fieulaine) — коммуна во Франции, находится в регионе Пикардия. Департамент коммуны — Эна. Входит в состав кантона Сен-Кантен-2. Округ коммуны — Сен-Кантен.
Код INSEE коммуны — 02310.

## Население
Население коммуны на 2010 год составляло 281 человек.
| 1962 | 1968 | 1975 | 1982 | 1990 | 1999 | 2010 |
| ---- | ---- | ---- | ---- | ---- | ---- | ---- |
| 286  | 288  | 277  | 287  | 255  | 253  | 281  |

## Экономика
В 2010 году среди 184 человек трудоспособного возраста (15—64 лет) 143 были экономически активными, 41 — неактивными (показатель активности — 77,7 %, в 1999 году было 69,3 %). Из 143 активных жителей работали 125 человек (67 мужчин и 58 женщин), безработных было 18 (8 мужчин и 10 женщин). Среди 41 неактивных 10 человек были учениками или студентами, 20 — пенсионерами, 11 были неактивными по другим причинам.